# Округ Рио Ариба (Њу Мексико)
Рио Ариба (енгл. Rio Arriba County) је округ у америчкој савезној држави Њу Мексико.

## Демографија
По попису из 2010. године број становника је 40.246, што је 944 (-2,3%) становника мање него 2000. године.
| Група             | 2000.          | 2010.          |
| Белци             | 5.619 (13,6%)  | 5.148 (12,8%)  |
| Афроамериканци    | 143 (0,3%)     | 204 (0,5%)     |
| Азијати           | 56 (0,1%)      | 170 (0,4%)     |
| Хиспаноамериканци | 30.025 (72,9%) | 28.703 (71,3%) |
| Укупно            | 41.190         | 40.246         |